# بيتر أوديموينغي

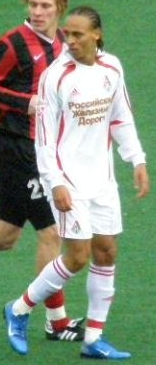
أوسازي أوديموينيغي

بيتر أوسازي أوديموينغي (بالإنجليزية: Peter Odemwingie)‏ ، من مواليد 15 يوليو 1981 في طشقند في أوزبكستان، هو لاعب كرة قدم نيجيري.
يلعب مع نادي وست بروميتش ألبيون الإنجليزي منذ عام 2010 و هو يلعب مع منتخب نيجيريا لكرة القدم منذ عام 2004.

## روابط خارجية
- بيتر أوديموينغي على موقع الاتحاد الدولي (مؤرشف)  (الإنجليزية)
- بيتر أوديموينغي على موقع الاتحاد الأوربي (الإنجليزية)
- بيتر أوديموينغي على موقع رابطة كرة القدم الفرنسية للمحترفين (الإنجليزية)
- بيتر أوديموينغي على موقع قاعدة بيانات كرة القدم.إي يو (الإنجليزية)
- بيتر أوديموينغي على موقع ليكيب (الفرنسية)
- بيتر أوديموينغي على موقع ناشيونال فوتبول تيمز (الإنجليزية)
- بيتر أوديموينغي على موقع Soccerbase.com (لاعب) (الإنجليزية)
- بيتر أوديموينغي على موقع Soccerway.com (الإنجليزية)
- بيتر أوديموينغي على موقع عالم كرة القدم.نت (الإنجليزية)
- بيتر أوديموينغي على موقع أوليمبيديا (الإنجليزية)